# Йозеф Йохан Антон фон Тун-Хоенщайн
Йозеф Йохан Баптист Антон фон Тун-Хоенщайн (на немски: Joseph Johann Baptist Anton von Thun-Hohenstein; * 5 декември 1767, Виена; † 17 май 1810, дворец Кльостерле над Клаштерец над Огржи, окръг Хомутов, Чехия) е граф на Тун и Хоенщайн в Тирол.

## Произход и наследство
Той е син на граф Франц Йозеф фон Тун-Хоенщайн (1734 – 1801) и графиня Мария Вилхелмина Анна Йозефа Улфелдт (1744 – 1800), дъщеря на граф Антон Корфиц Улфелдт (1699 – 1769) и принцеса Анна Мария Елизабет фон Лобковиц (1726 – 1786).
Фамилията получава през 1621 г. дворец Кльостерле над Клаштерец над Огржи на река Охрже и го притежава до май 1945 г. През 1792 г. там фамилията основава първата порцеланова фабрика в Бохемия.
- Замък Тун при Тон, провинция Тренто (2006)
- Дворец Кльостерле над Клаштерец над Огржи

## Фамилия
Първи брак: на 10 юни 1793 г. в Зехушиц с графиня Мария Йозефа фон Шратенбах (* 6 декември 1768, Грац; † 16 март 1794, Прага), вдовица на ландграф Карл Фридрих фон Фюрстенберг, дъщеря на граф Ото Волфганг фон Шратенбах (* 1739) и графиня Мария Елизабет (Изабела) фон Щернберг (* 1749). Те имат един син:
- Йозеф Матиас (Матиаш) (* 24 февруари 1794, Прага; † 24 септември 1868, Залцбург), женен на 10 септември 1816 г. в Прага за графиня Франциска Романа фон Тун-Хоенщайн (* 26 януари 1796, Прага; † 14 октомври 1883, Залцбург); имат девет деца

Втори брак: през 1796 г. в Прага (развод) с графиня Мария Тереза фон Шратенбах (1777 – 1803), сестра на първата му съпруга. Бракът е бездетен
Трети брак: на 6 август 1798 г. в Прага с Елеонора Фрич (* 15 април 1775, Кльостерле; † 26 юни 1834, Виена). Те имат децата:
- Йохан Непому (* 21 май 1797; † 3 януари 1841)
- Карл (* 24 януари 1803; † 16 януари 1876), женен на 3 юли 1833 г. за фрайин Йохана Колер (* 26 март 1809; † 2 януари 1891)
- Каролина (* 24 януари 1803; † 1841)